# Gerardus 't Hooft
Gerardus 't Hooft (n. 5 iulie 1946, Den Helder, Olanda de Nord, Țările de Jos) este un fizician neerlandez, laureat al Premiului Nobel pentru Fizică în 1999 împreună cu Martinus Veltman pentru elucidarea structurii cuantice a interacțiunii electroslabe în fizică.